# Blauer Antennenwels
Der Blaue Antennenwels (Ancistrus dolichopterus, Syn.: Hypostoma punctatum Jardine, 1841, Xenocara dolichoptera (Kner, 1854)) oder Weißsaumwels, auf Englisch Bushymouth Catfish, ist eine Art aus der Gattung der Antennen-Harnischwelse (Ancistrus) innerhalb der Familie der Harnischwelse (Loricariidae). Trotz des deutschen Artnamens gehört die Art nicht zur Familie der Antennenwelse (Pimelodidae).
Als Aquarienfisch wurde der Blaue Antennenwels 1911 von zwei Hamburger Importeuren nach Deutschland gebracht. Er wird auch mit der L-Nummer „L 183“ definiert. Rainer Stawikowski, Arthur Werner und Uli Schliewen führten im Jahr 1988 das Code-System der L-Nummern wegen der Mannigfaltigkeit und Unüberschaubarkeit importierter, aber noch nicht wissenschaftlich erstbeschriebener Antennen-Harnischwelse ein, um diese für Aquarianer eingeführten Taxa vorläufig zu ordnen und zu definieren. Das „L“ leitet sich von der Familienbezeichnung Loricariidae (Harnischwelse) her, die Nummer bezieht sich auf die Reihenfolge der Veröffentlichung in der DATZ.

## Merkmale
In Gefangenschaft kann der Blaue Antennenwels eine Länge zwischen 15 und 25 Zentimetern und bei idealen Bedingungen eine Lebenserwartung von 15 Jahren erreichen. Die Weibchen sind meist etwas kleiner als die Männchen. Die Grundfarbe ist ein dunkles Schwarz, das im Alter leicht verblasst. Der gesamte Körper ist von kleinen weißen Punkten übersät. Die Rücken- und Schwanzflosse haben einen weißen Saum, der im Gegensatz zum sehr ähnlichen Ancistrus sp. L181 (L-Nummer) meist nicht verblasst. Auch kann man den Ancistrus dolichopterus anhand der 8–9 Weichstrahlen der Rückenflosse von den anderen Arten mit meist 7 Weichstrahlen unterschieden. Wie alle Harnischwelse so besitzt auch der Blaue Antennenwels Interopercularodontoden und Odontoden.
Die Männchen bilden gattungstypisch in Maulnähe ein Geweih aus fleischigen Fortsätzen aus, das auch bis auf die Stirn wächst. Die Weibchen von Ancistrus dolichopterus haben auch Auswüchse, allerdings wesentlich kleiner und nur um das Maul herum. Deswegen ist eine Unterscheidung der Geschlechter erst ab einer gewissen Größe möglich.

## Lebensraum
Er ist beheimatet im Rio Negro, einem Nebenfluss des Amazonas in Südamerika. Typisch für diesen Fluss ist das Schwarzwasser, welches teils klar, teils aber auch durch Gerbstoffe bernsteinfarben bis dunkelbraun gefärbt ist. Zu seinem Lebensraum gehören auch Rio Trombetas, Rio Tefé, Rio Madeira und Rio Tapajós. Des Weiteren findet man die Art in Flüssen wie dem Rio Padauiri (Barcelos District), Rio Demini, Rio Branco und dem Rio Nhamundá, hinter Steinen oder im Totholz. Aber auch in Klarwasser- und Weißwasserflüssen kann er vorkommen. Ancistrus dolichopterus bevorzugt sehr weiches Wasser mit einem niedrigen pH-Wert und Temperaturen von 26 bis 29 °C.
Diese Spezies konnte sich in den USA bislang nicht als invasive Art etablieren. In Deutschland findet man eine kleine stabile Population im Gillbach (Warmwassereinleitung aus einem Kraftwerk), im Wassergarten von Reden (Einleitung von Sümpfungswasser aus dem Kohlebergbau) und im Warmbach in Österreich bei Villach.

## Nahrung
Er ist herbivor und ein Aufwuchsfresser. Seine Nahrung, meist Bakterien- oder Algenbelag, raspelt er hauptsächlich mit den Zähnen von glatten Oberflächen wie Steinen und weichem Wurzelholz ab. Dieses Holz wird für ihre Darmflora benötigt. Er nimmt sowohl pflanzliche als auch tierische Nahrung zu sich. In Gefangenschaft ist eine Fütterung mit Frostfutter, Gemüse (Gurke, Paprika, Zucchini) und speziellen Welschips erfolgreich. Nach ausgedehnten Ruhephasen machen sich die Fische auf  Nahrungssuche auf Oberflächen. Daher rührt auch ihr Name „Scheibenputzerwels“.

## Fortpflanzung
Wie alle Antennenwelse laicht er als Versteckbrüter in Höhlen und unter Wurzeln. Diese Höhlen dienen aber auch als Rückzugsort, da der Fisch bei starker Beleuchtung eher nachtaktiv ist. Welshöhlen und andere Unterstände sollten immer in ausreichender Zahl vorhanden sein, da sie ansonsten umkämpft werden. Die Eier sind etwa 3 mm groß und deutlich orangefarben gefärbt. Das Weibchen legt bis zu 90 Eier in Gelegeballen. Das Männchen betreibt Brutpflege und befächelt das Gelege ständig mit Frischwasser. Hat sich ein Pärchen erst gefunden, laicht das Weibchen unter guten Bedingungen alle 21 Tage. Die Jungen schlüpfen nach ca. 5 Tagen. Nach etwa 14 Tagen hat sich der Dottersack zurückgebildet. Bei idealen Bedingungen können sich Ancistrus-Welse sehr stark vermehren.

## Haltung
Obwohl Einzelhaltung grundsätzlich möglich ist, sollte Ancistrus dolichopterus in einer kleinen Gruppe gehalten werden. Bewährt hat sich eine Gruppe aus einem dominanten Männchen und zwei bis drei Weibchen. Die Fische sind in der Regel friedlich, nur kann es zwischen konkurrierenden Männchen Rivalitäten und Rangordnungskämpfe um Reviere und Weibchen geben. Eine strukturelle Unterteilung des Beckens führt zu weniger Revierkämpfen. Größere Fische sind auch bei der Nahrungsaufnahme ausgesprochen durchsetzungsfähig. Der Blaue Antennenwels fühlt sich in einem schwach sauren Wasser mit pH-Werten zwischen 4,0 und 4,5 und Wassertemperaturen zwischen 24 und 30 °C mit einem dunklen Bodengrund wohl. Das saure Milieu des Wassers kann durch Eintrag von Blättern oder Huminstoffen erreicht werden. Die Zugabe von Eichen-, Weiden- oder Erlenrinde, Erlenzapfen, Walnussschalen, Seemandelbaumblätter, Seemandelbaumrinde, Eichenlaub, Buchenlaub oder sogar  Braunkohle kann den pH-Wert des Aquariums absenken und für eine bakteriostatische Umgebung sorgen, welche die Fischgesundheit verbessert. Sand und feiner Kies simulieren die Sandbänke des Rio Negro. Aufgrund seiner relativen Größe hat die Art einen bestimmten Platzanspruch, daher sollte die Kantenlänge des Aquariums nicht weniger als 80 Zentimeter betragen. Zur Gesunderhaltung der Tiere sollte je nach Wasserqualität ein wöchentlicher Teilwasserwechsel vorgenommen werden. Der Blaue Antennenwels ist teilweise empfindlich bezüglich der Keimbelastung des Aquarienwassers. Bei größeren Becken bleiben die Wasserwerte allerdings stabiler.
Der Blaue Antennenwels zeigt in bestimmten Situationen einen Farbwechsel. Dafür können ungünstige Wasserwerte, Stress, innerartliche Aggression oder mangelnde Verstecke verantwortlich sein.
Zu einer idealen Beckeneinrichtung gehören zahlreiche Versteckmöglichkeiten wie Tonröhren, Steine, Schieferplatten, Moorkienwurzeln, halbierte Kokosnussschalen und versenkte Blumentöpfe. Eine Nachzucht ist nur bei abwechslungsreicher Fütterung und optimalen Wasserwerten möglich.
Der Zierfischexport von Ancistrus dolichopterus steht derzeit auf der offiziellen brasilianischen Positivliste.

## Gefährdungssituation
Die Weltnaturschutzunion IUCN führt den Antennenwels in der Roten Liste gefährdeter Arten unter Least Concern, er gilt also nicht als gefährdet.

## Verwandtschaft
Die Tiere sind nur schwer vom ähnlichen Ancistrus sp. L 181 zu unterscheiden. Nur die Anzahl der Weichstrahlen der Rückenflosse und der verschwindende weiße Saum des L 181 lässt eine Unterscheidung zu. Es wird vermutet, dass es Hybriden beider Arten gibt. Tiere mit acht Weichstrahlen und eher spät verblassenden Säumen legen diese Vermutung nahe.
Allen Antennen-Harnischwelsen gemein sind die typischen geweihförmigen Auswüchse auf der Stirn der männlichen Tiere.